# Lago di San Giacomo
Il lago di San Giacomo, o lago di Cancano I è un bacino idrico artificiale contiguo al Lago di Cancano II, di proprietà della A2A S.p.A., sito nella Valle di Fraele nel Comune di Valdidentro, non lontano da Bormio, rinomata località turistica della Valtellina in provincia di Sondrio. 
Questo invaso, assieme  al Lago di Cancano II, è alimentato, nel complesso, dalle acque del fiume Adda, che nasce non lontano dai due bacini sul Monte Ferro nonché dalle portate del canale dello Spöl, del canale Gavia - Forni - Braulio e del nuovo canale Viola Bormina.
La portata complessiva dei due invasi è di 187 milioni di metri cubi di acqua: essi alimentano la centrale idroelettrica di Premadio, sita anch'essa nel Comune di Valdidentro.

## Caratteristiche tecniche

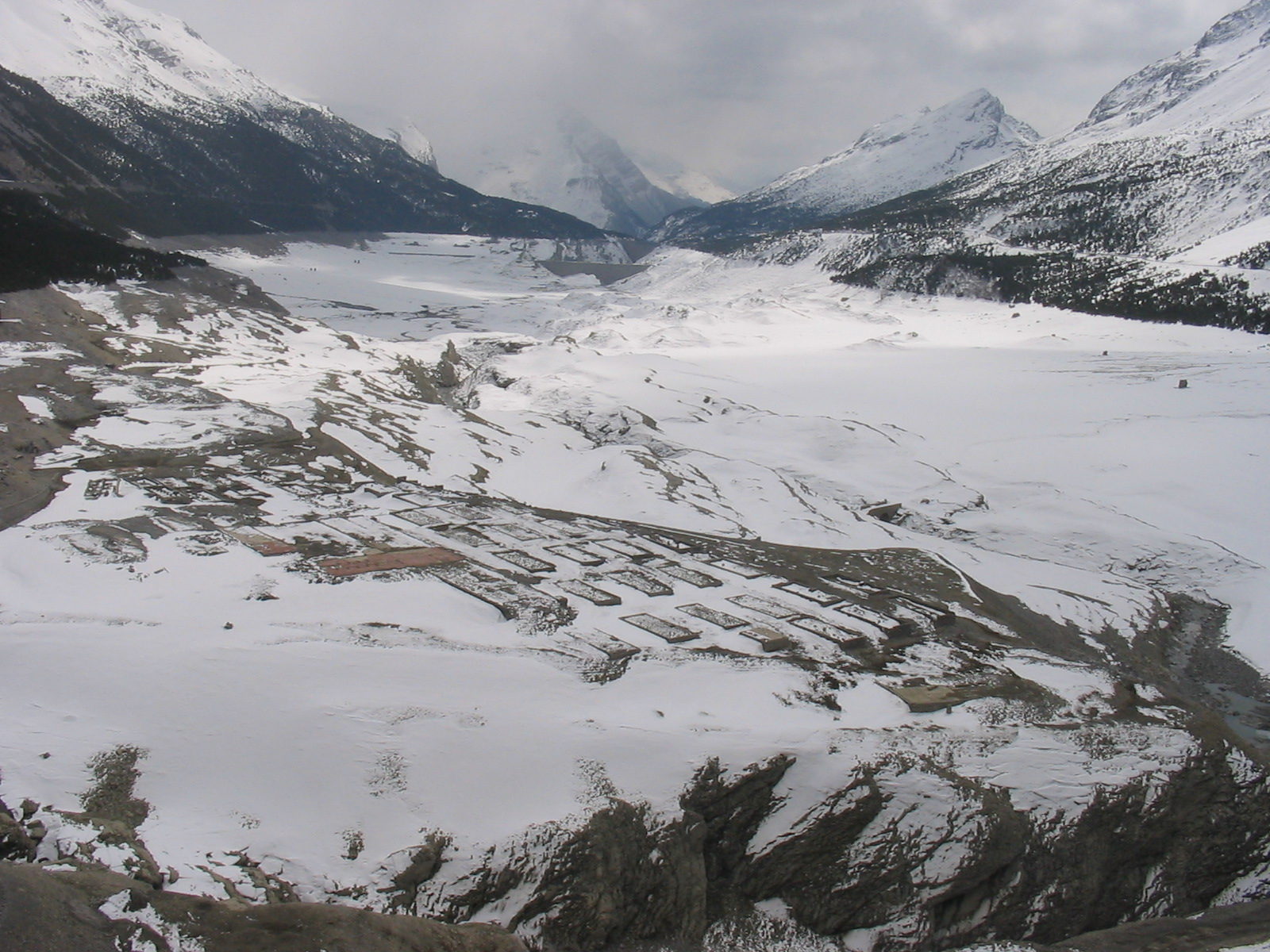
Visione panoramica degli invasi di Cancano vuoti nel periodo invernale

La diga di San Giacomo  ha una portata di 64 milioni di metri cubi d'acqua e la sua quota di coronamento è collocata a 1951,5 metri sul livello del mare. Il suo bacino è alimentato da diversi torrenti e canali, tra cui lo Spöl, Gavia, Frodolfo, Zebrù, Braulio e Forcola, nonché dal fiume Adda.
La diga è realizzata mediante uno sbarramento rettilineo, a speroni, a gravità alleggerito ed ha un'altezza massima di 91,5 metri. La lunghezza del coronamento è di 965 metri.

## Storia
La costruzione dell'invaso cominciò nel 1940, ma i lavori dovettero dapprima rallentare e poi fermarsi a causa dell'evento bellico. Al termine del conflitto i lavori poterono proseguire, l'opera venne terminata nel 1950.
La costruzione dello sbarramento fu una vera e propria impresa di ingegneria, tenendo soprattutto presente dei mezzi di cantiere disponibili in quel tempo e delle soluzioni ingegneristiche adottate, diga di tipo a speroni nella parte centrale e raccordata a due dighe laterali a gravità massiccia.
Lo scopo dell'opera era quello di sostituire la piccola e vecchia diga di Cancano I realizzata nel 1933. I lavori vennero infatti realizzati a monte del vecchio invaso. Ai piedi della nuova costruzione venne realizzata una piccola centrale idroelettrica che utilizzava il salto esistente tra la quota di San Giacomo e quella di Cancano.
La centrale però restò in vita per poco tempo in quanto nel 1953 fu dismessa a causa della realizzazione della nuova diga Cancano II che una volta riempita sommergeva l'edificio. 
Successivamente alla dismissione del nuovo invaso le acque vennero fatte rifluire direttamente nella seconda diga ma, a seguito dei lavori di ristrutturazione, ammodernamento tecnologico e manutenzione iniziati nel 2004, è stato realizzata anche una nuova centrale idroelettrica della potenza di 10 MW che funziona sfruttando le acque che vengono riversate dalla diga di San Giacomo nell'invaso di Cancano II.